# Mammillaria grusonii
Mammillaria grusonii ist eine Pflanzenart aus der Gattung Mammillaria in der Familie der Kakteengewächse (Cactaceae). Das Artepitheton ehrt den Erfinder, Wissenschaftler, Industrieunternehmer und Kakteensammler Hermann Gruson aus Magdeburg.

## Beschreibung
Mammillaria grusonii wächst meist einzeln. Die kugeligen bis dick zylindrischen hellgrünen Triebe werden bis zu 25 Zentimeter im Durchmesser groß. Die Warzen sind vierkantig und enthalten Milchsaft. Die Axillen sind zunächst wollig später nackt. Die Dornen sind gerade, rötlich, im Alter weiß werdend. Die zumeist 2 Mitteldornen, einer aufsteigend und einer absteigend, sind 0,4 bis 0,6 Zentimeter lang. Die 12 bis 14 Randdornen sind 0,6 bis 0,8 Zentimeter lang.
Die hellgelben, glockigen Blüten sind bis zu 2,5 Zentimeter lang und weisen einen gleich großen Durchmesser auf. Die Früchte sind scharlachrot. Sie enthalten braune Samen.

## Verbreitung, Systematik und Gefährdung
Mammillaria grusonii ist in den mexikanischen Bundesstaaten Coahuila und Durango verbreitet.
Die Erstbeschreibung erfolgte 1889 durch C. Runge.
In der Roten Liste gefährdeter Arten der IUCN wird die Art als „Least Concern (LC)“, d. h. als nicht gefährdet geführt.

## Nachweise